# Lista de trabalhos de Álvaro Siza Vieira
Esta lista visa reunir artigos dos trabalhos do arquitecto português Álvaro Siza Vieira.

## Lista

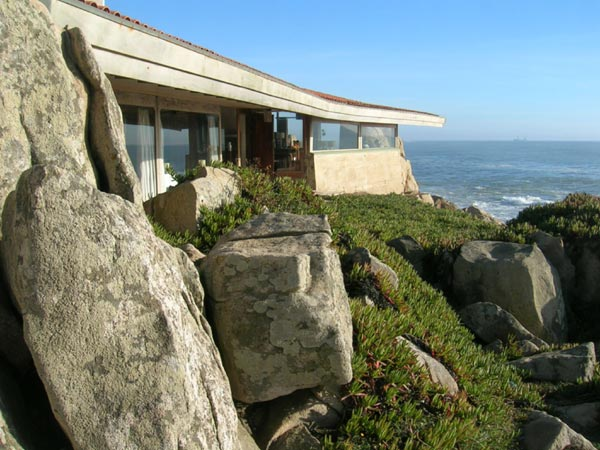
1958-63: Casa de Chá da Boa Nova, Leça da Palmeira.

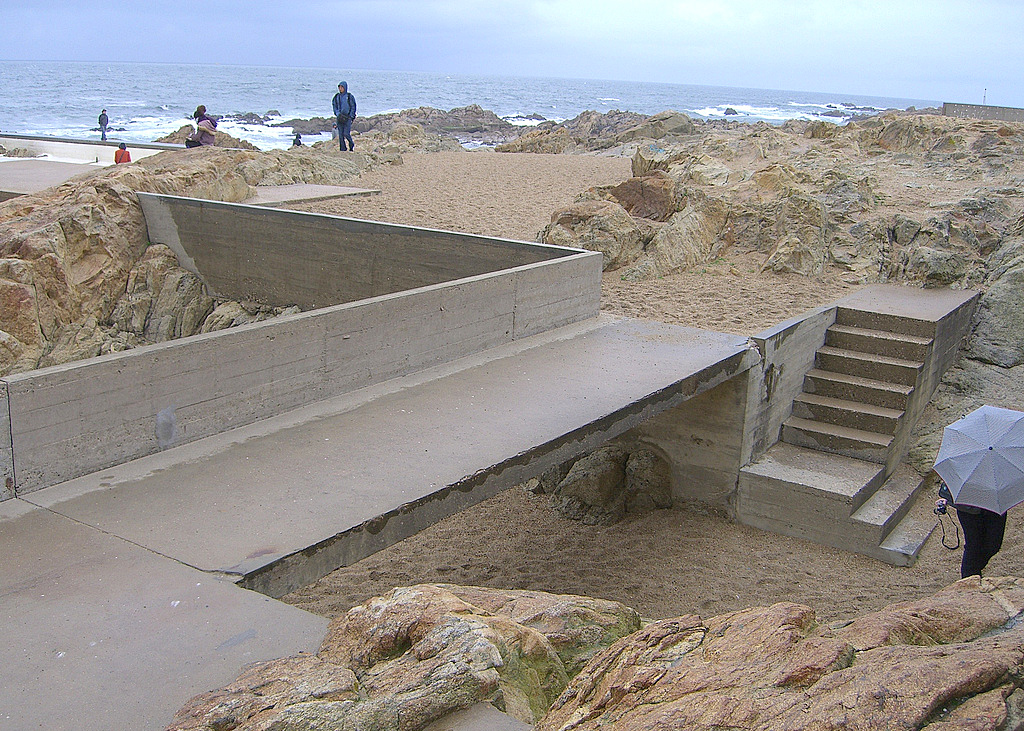
1961-66: Piscinas de Marés de Leça da Palmeira.

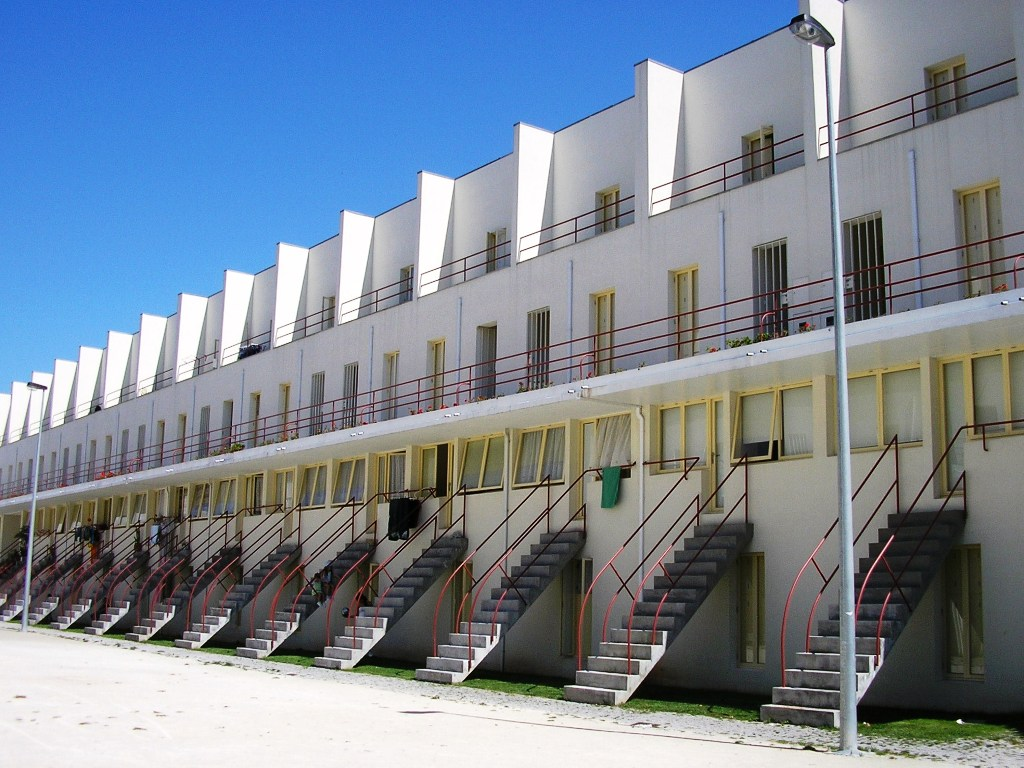
1975-1977: Casas sociais SAAL, Bouça II, Porto.

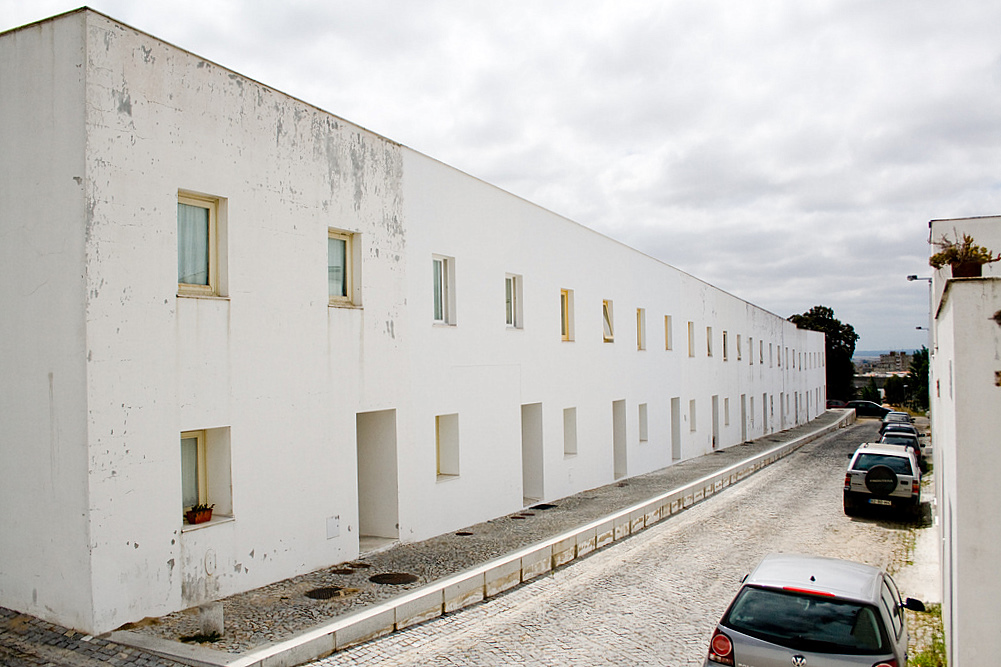
1977-97: Bairro da Malagueira, Évora.

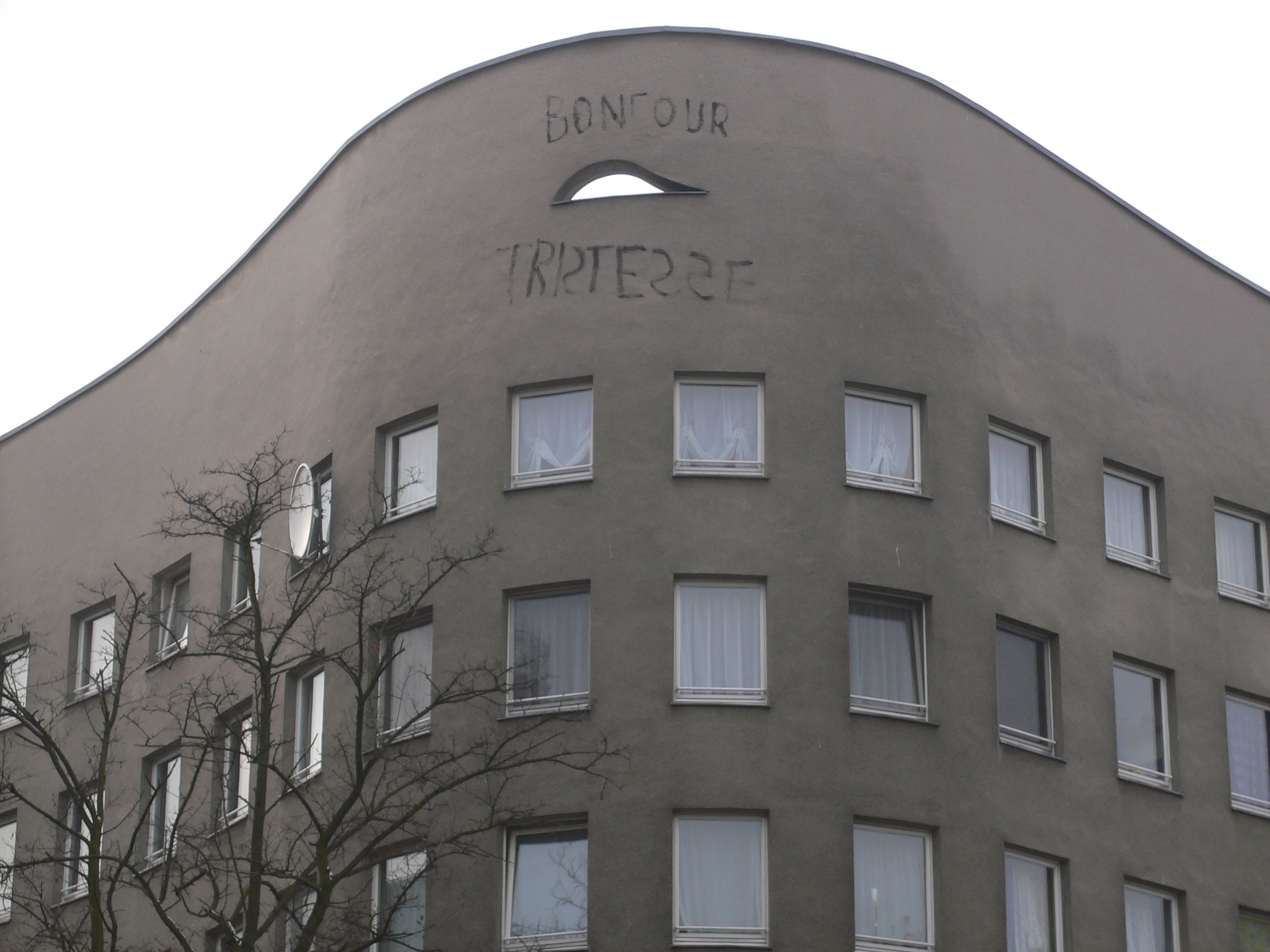
1980-84: Bonjour Tristesse, Berlim.

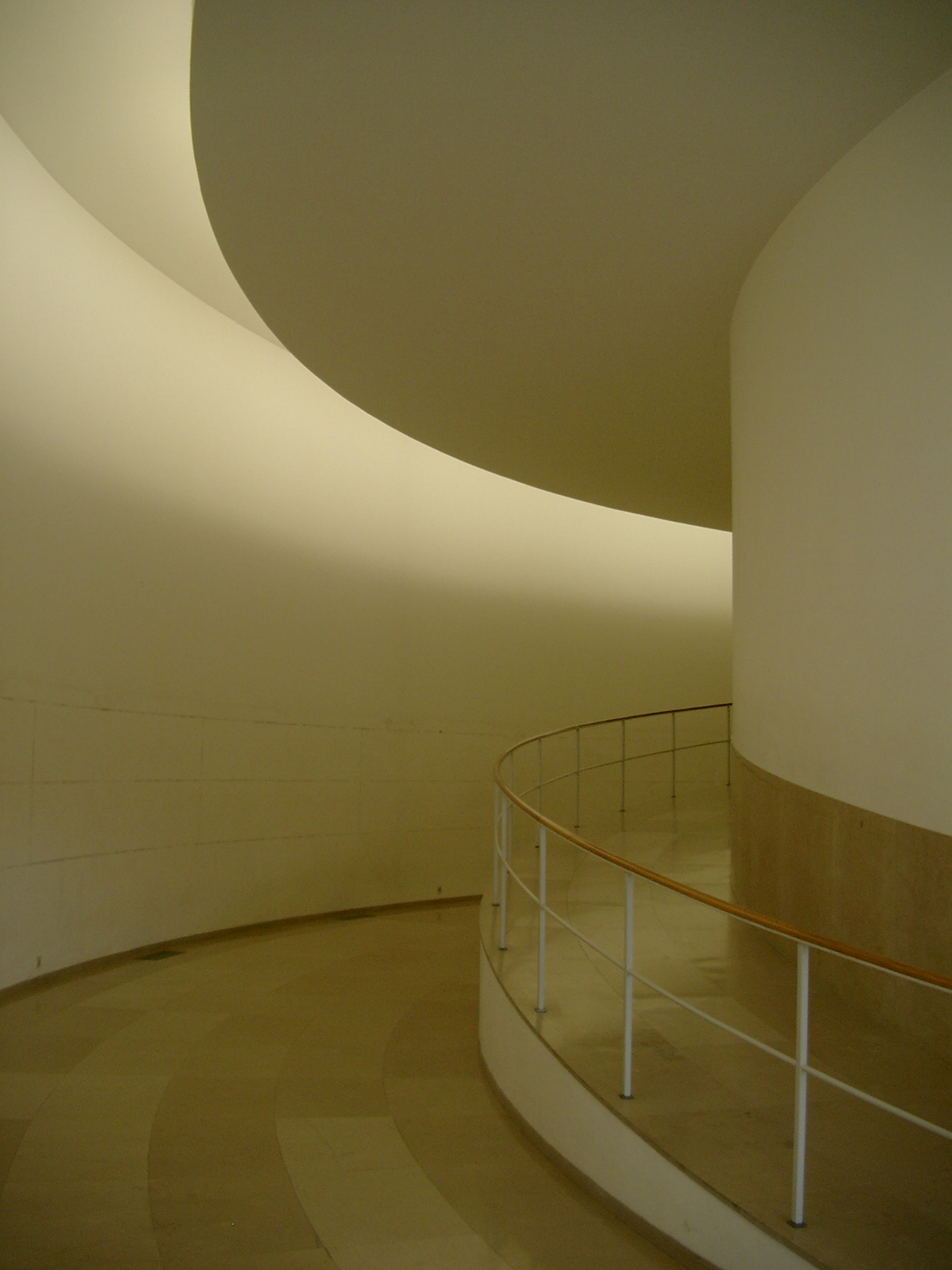
1986: Faculdade de Arquitectura da Universidade do Porto.

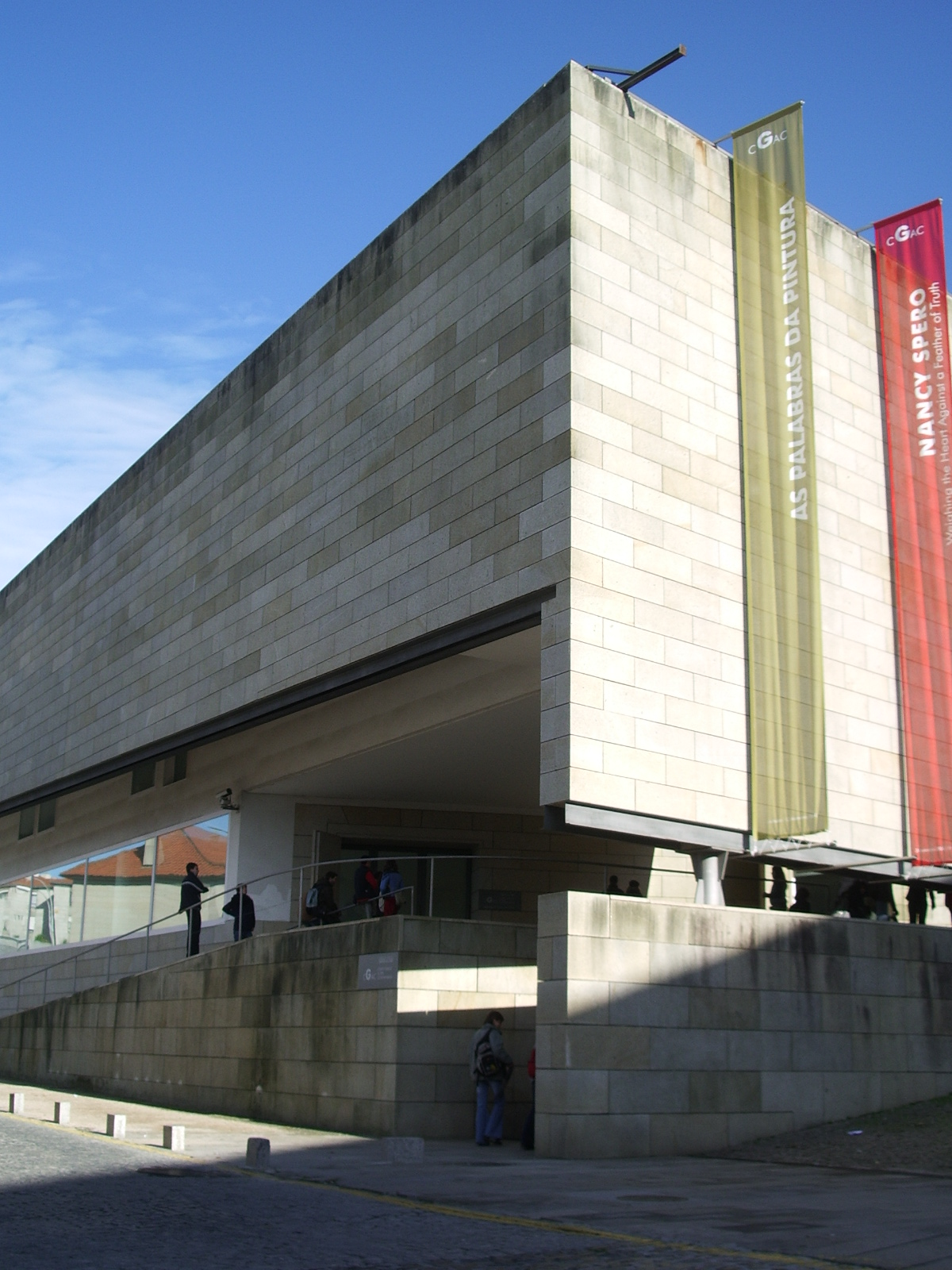
1988-93: Centro Galego de Arte Contemporânea, Santiago de Compostela.

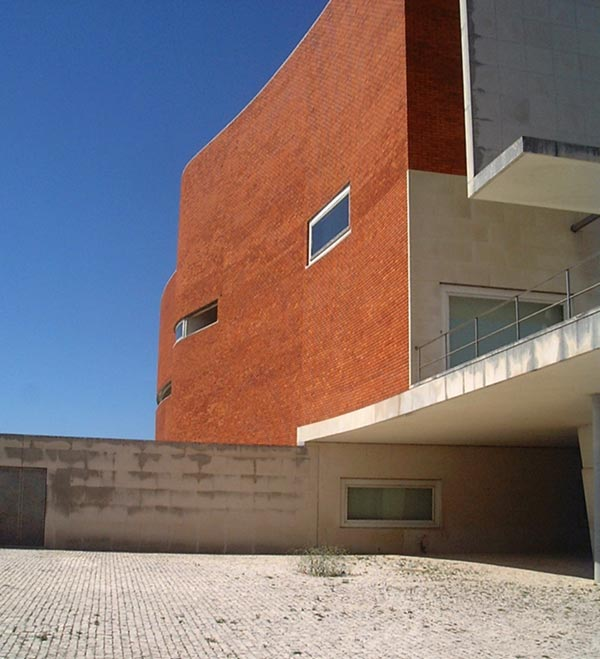
1988-95: Biblioteca da Universidade de Aveiro.

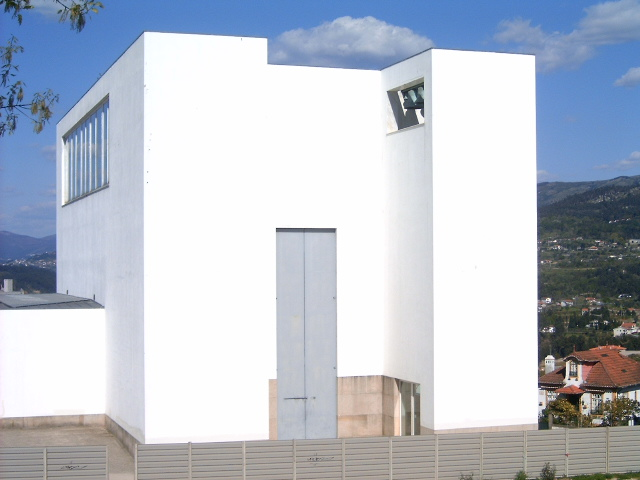
1990-96: Igreja de Santa Maria, Marco de Canaveses.

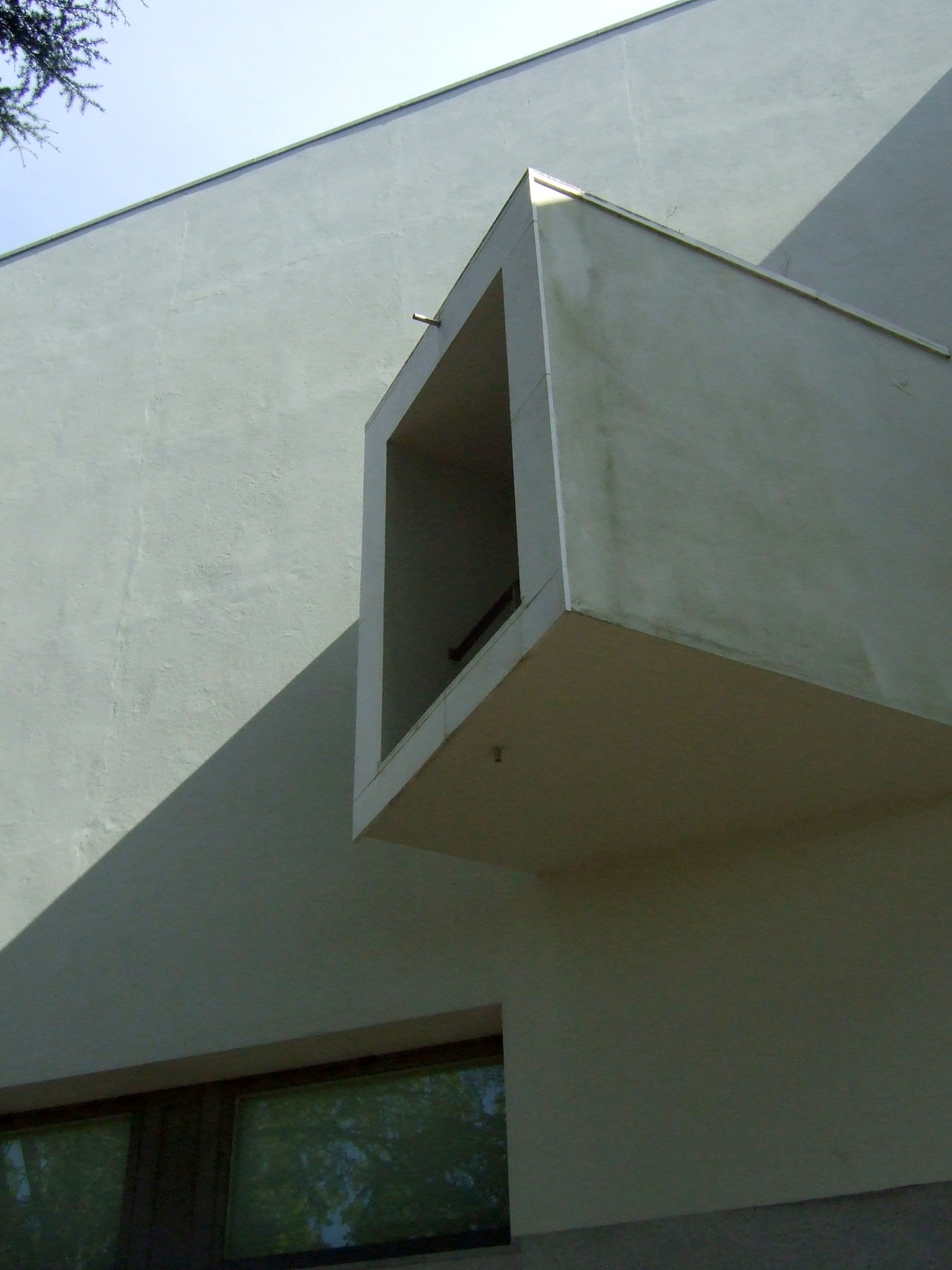
1991-99: Museu de Arte Contemporânea da Fundação de Serralves, Porto.

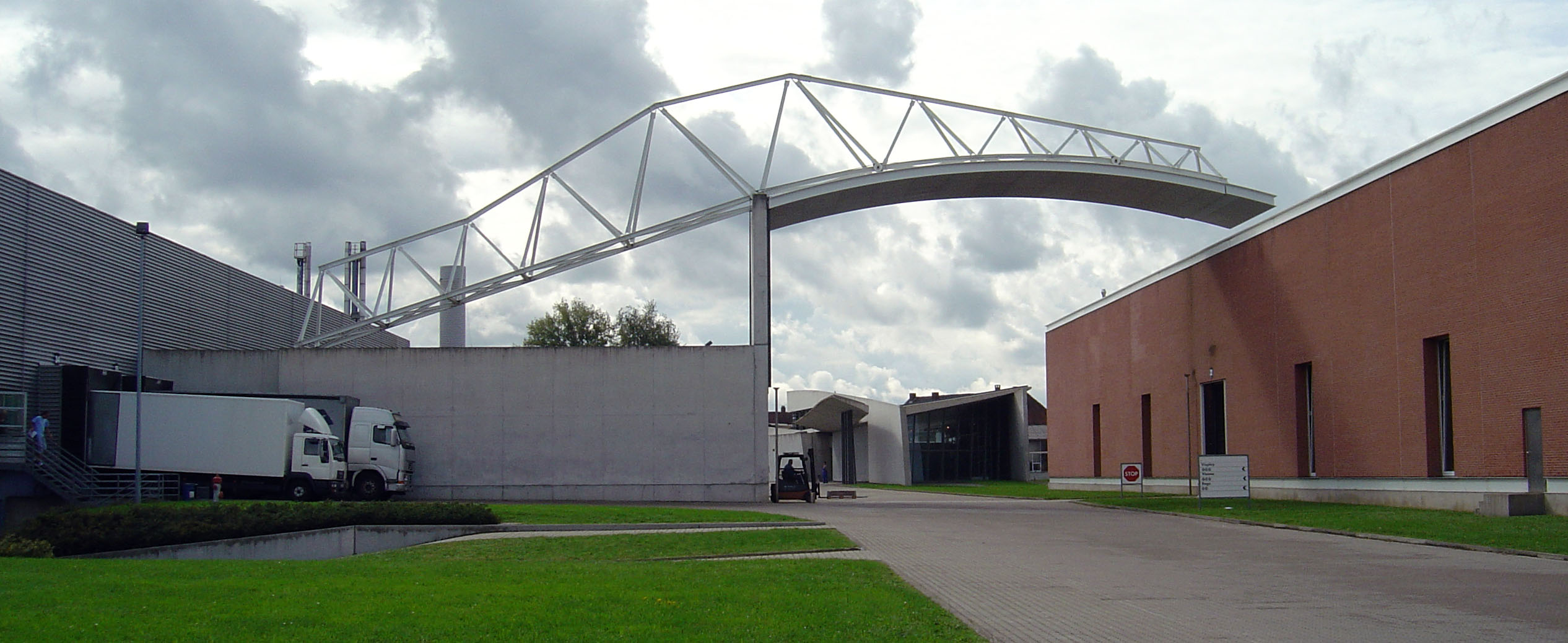
1991-94: Fábrica Vitra, Weil am Rhein.

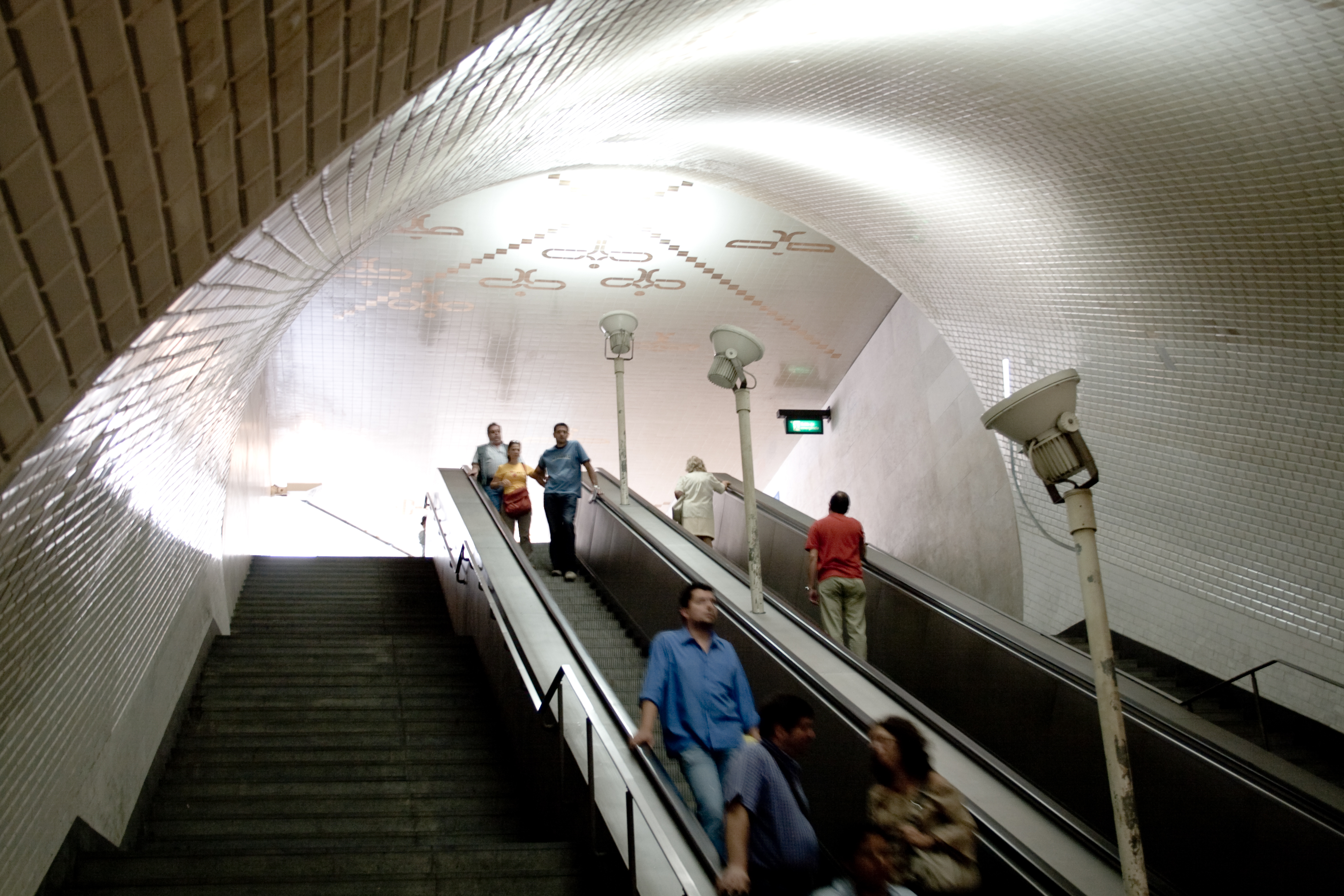
1992-98: Estação do metro Baixa-Chiado, Lisboa.

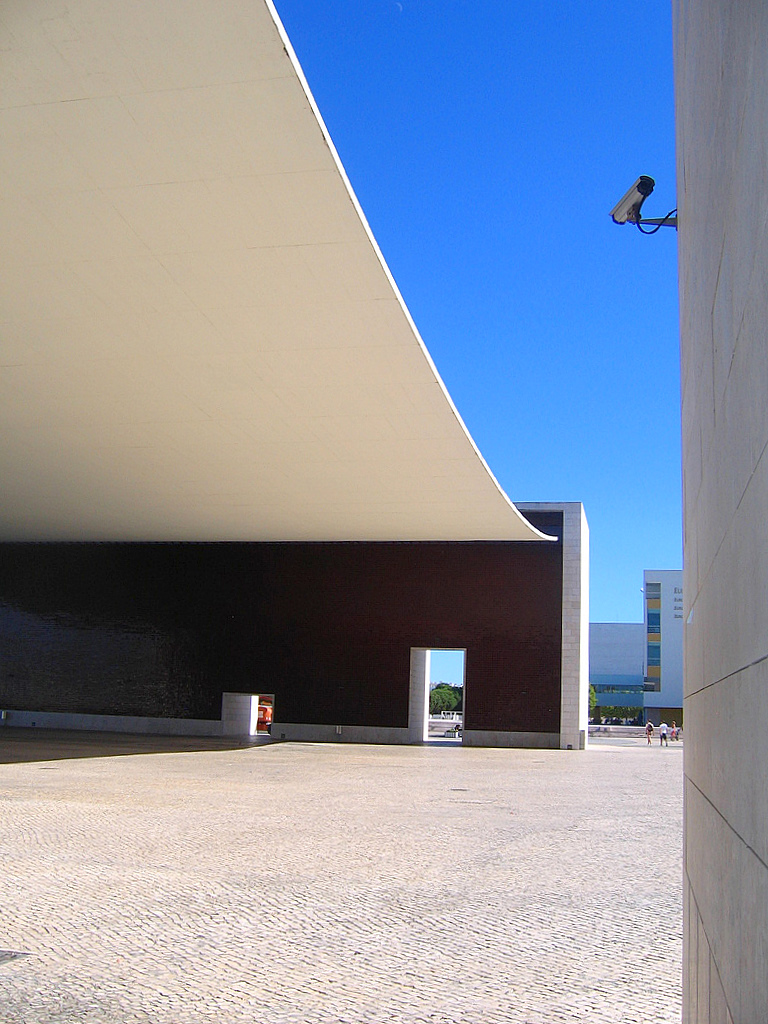
1994-98: Pavilhão de Portugal na Expo'98, Lisboa.

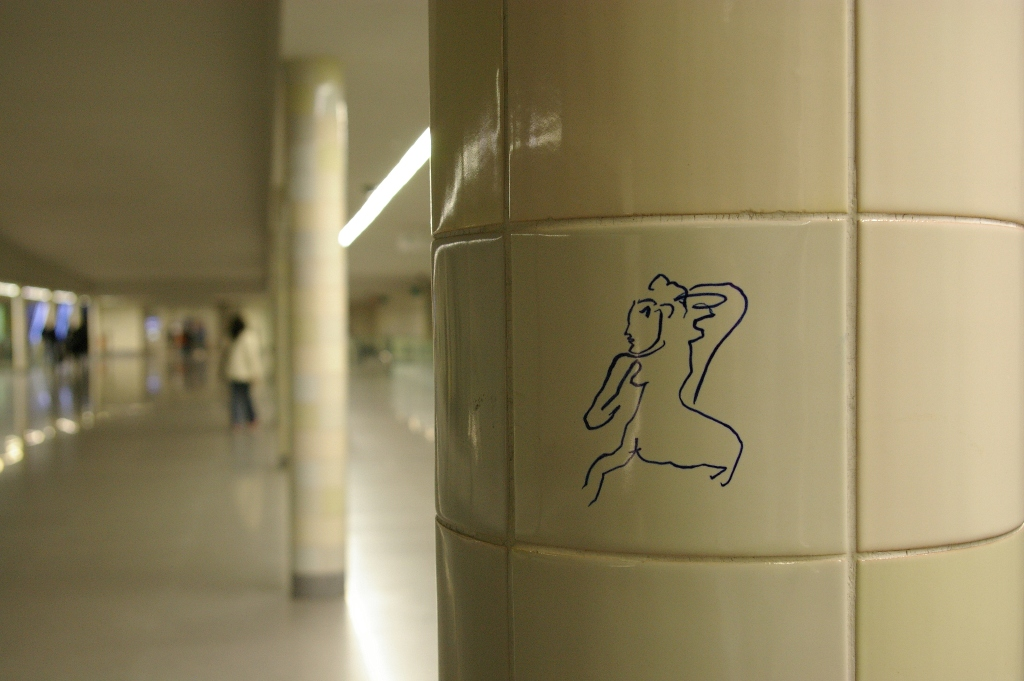
1996: Metro do Porto, Porto.

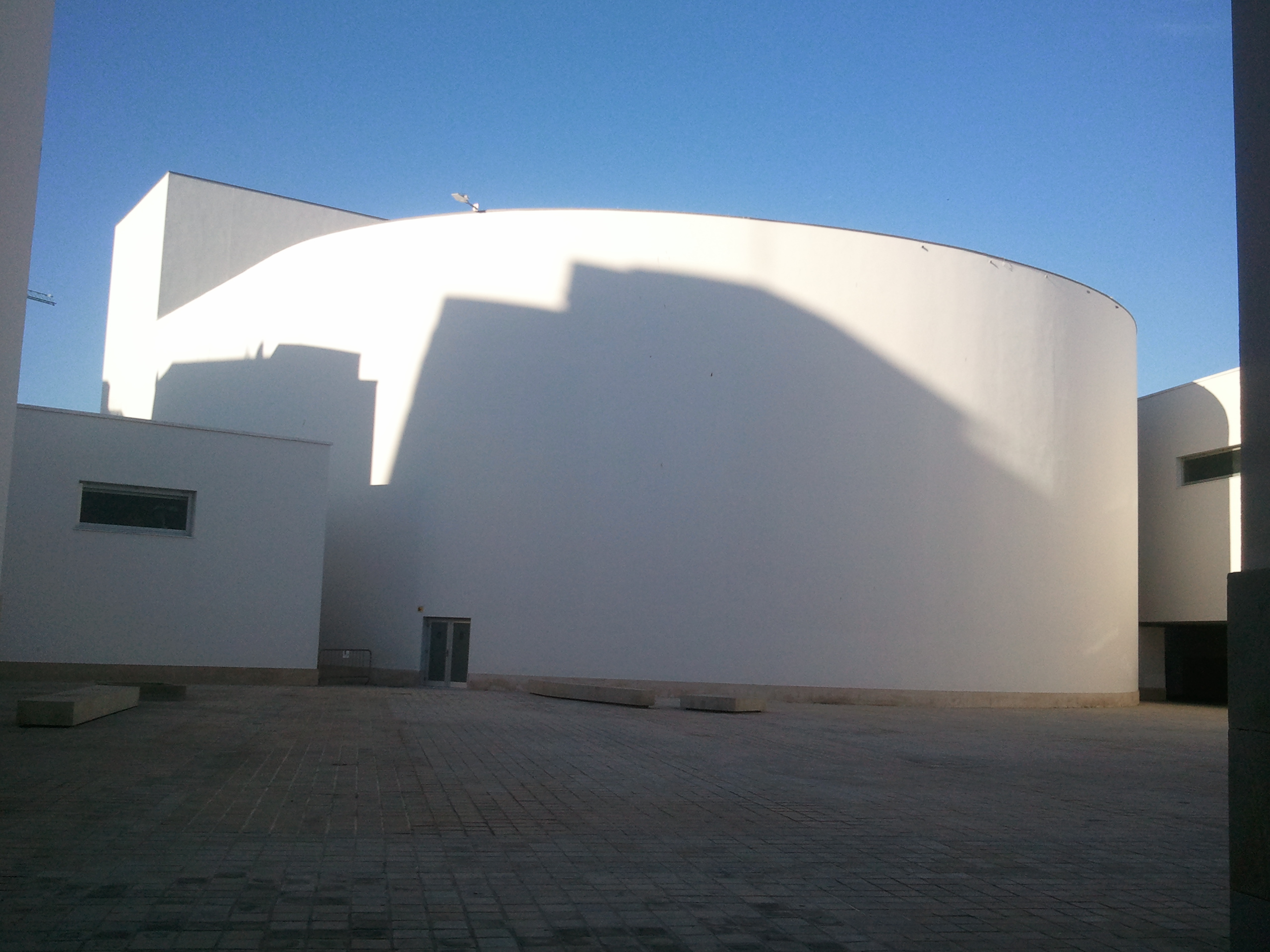
1997: Auditorio Manzana del Revellín, Ceuta, Espanha.

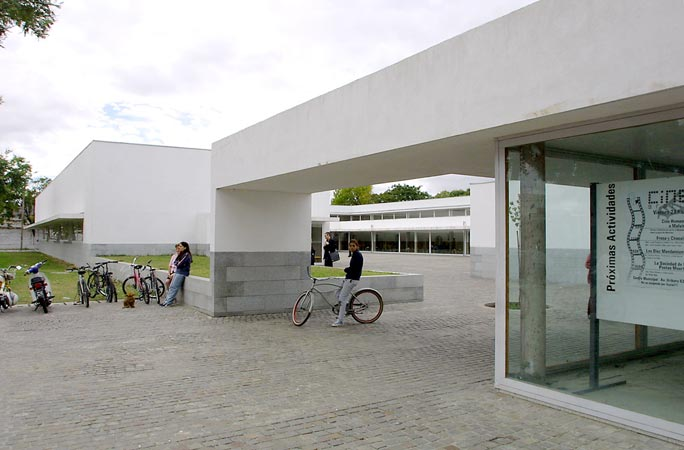
2002: Southern Municipal District Center, Rosario, Argentina.

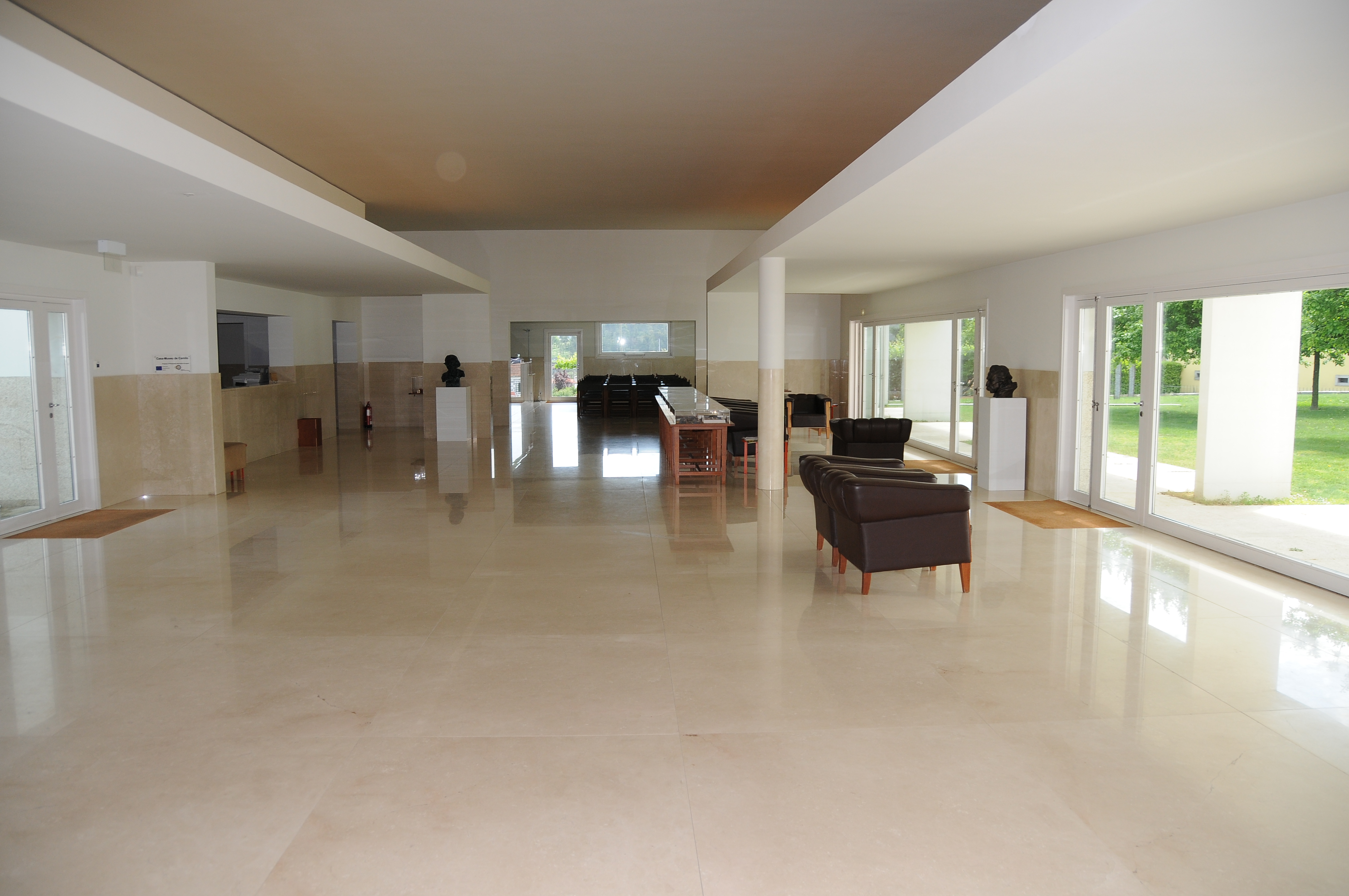
2003-05: Centro de Estudos de Camilo, São Miguel de Seide, Vila Nova de Famalicão.

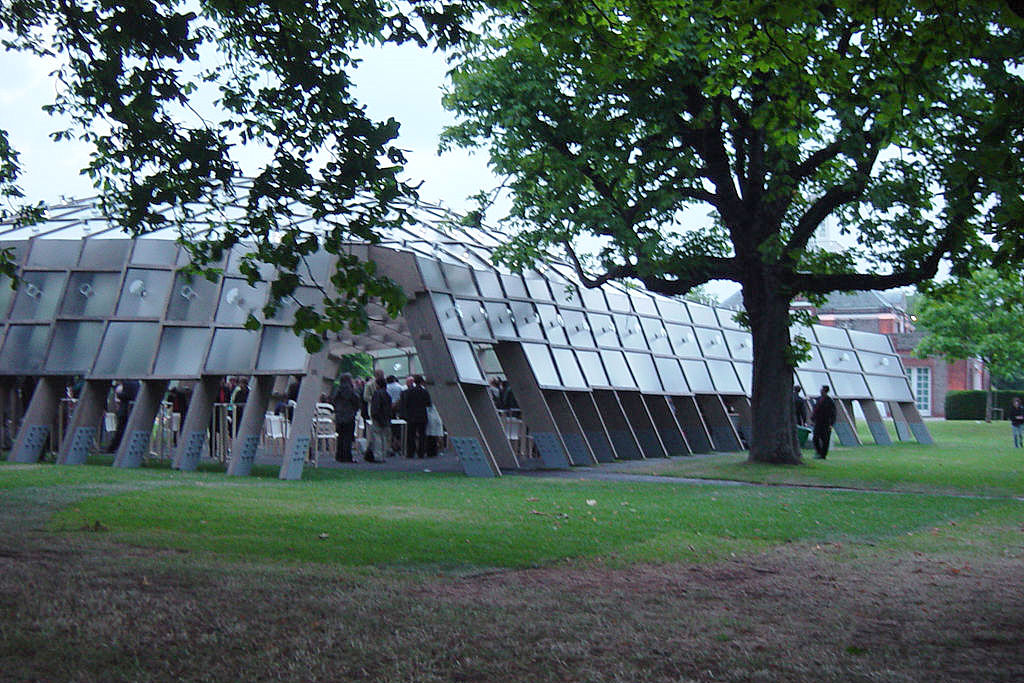
2005: Serpentine Gallery Pavilion, Londres.

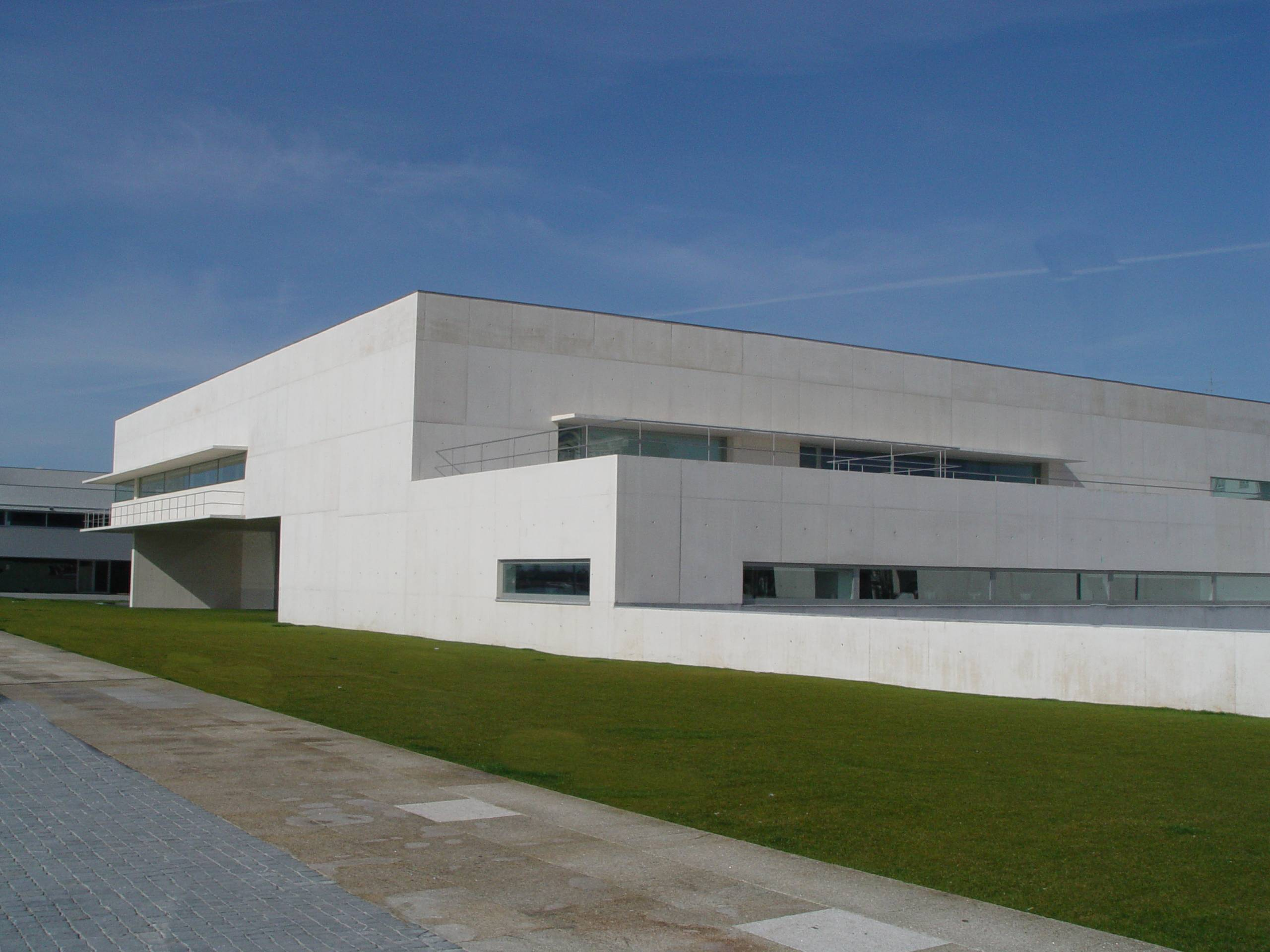
2004-08: Biblioteca Municipal de Viana do Castelo.

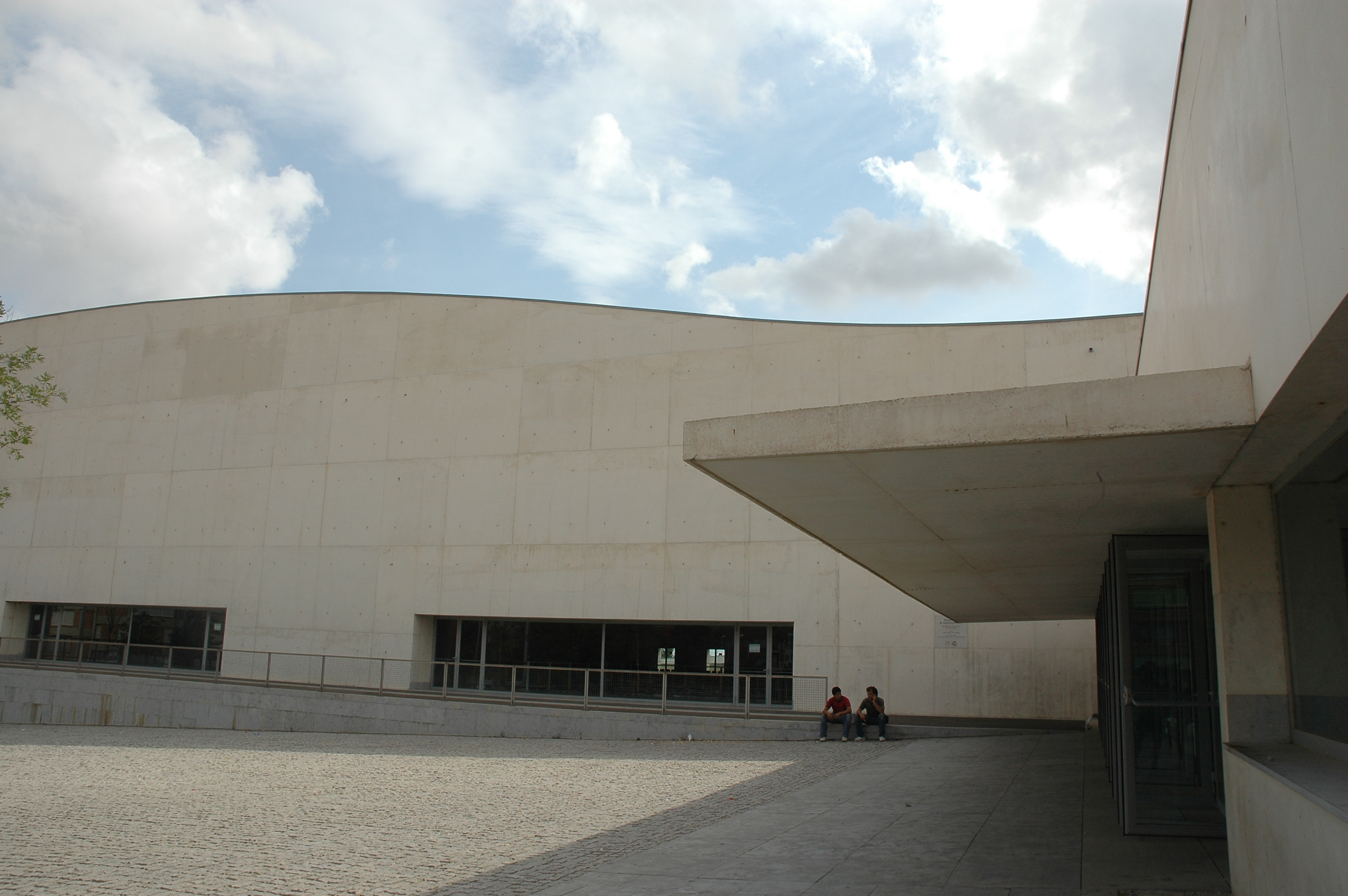
2005: Sports Center Llobregat, Barcelona.

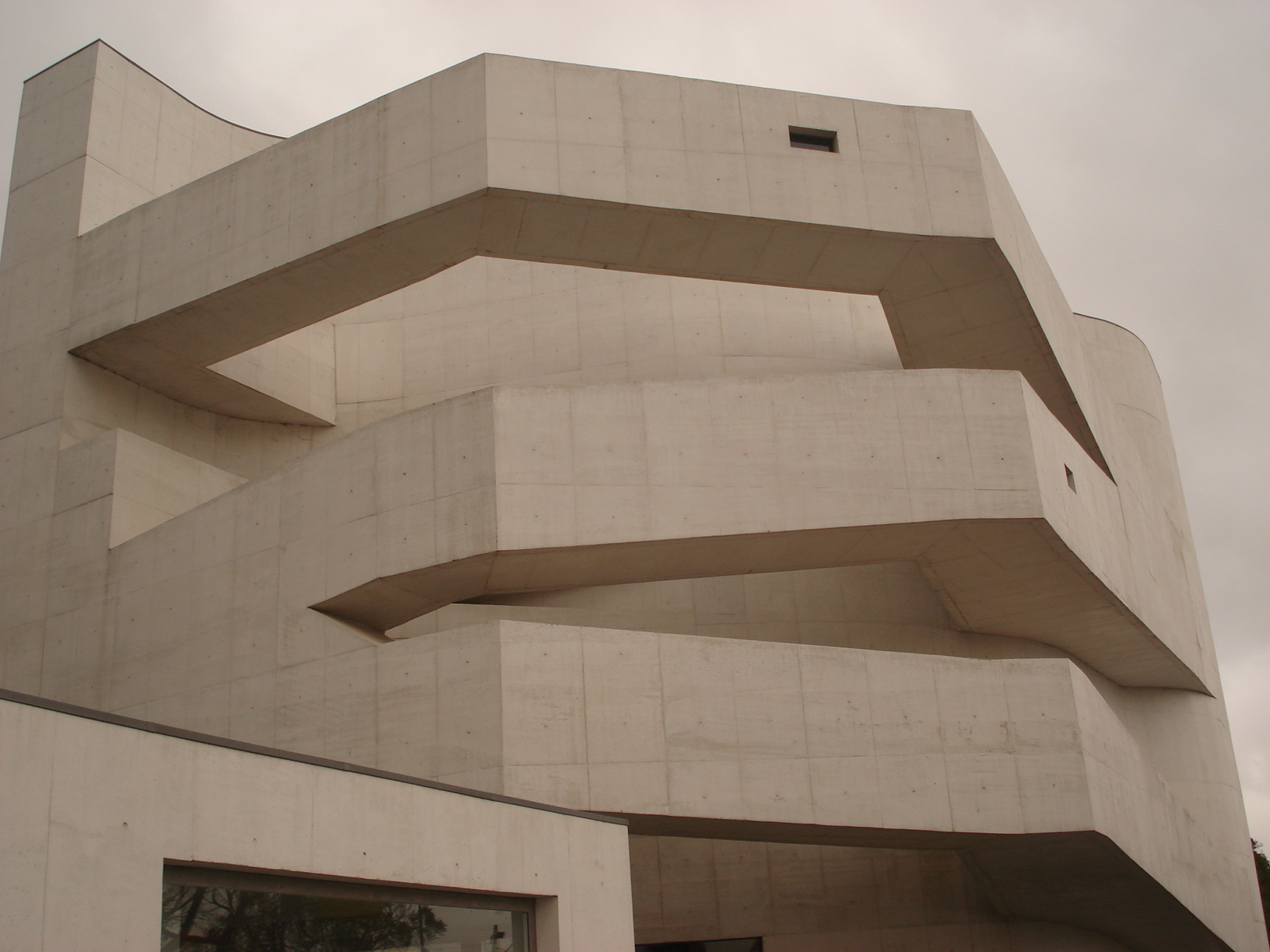
2008: Fundação Iberê Camargo, em Porto Alegre, Brasil.

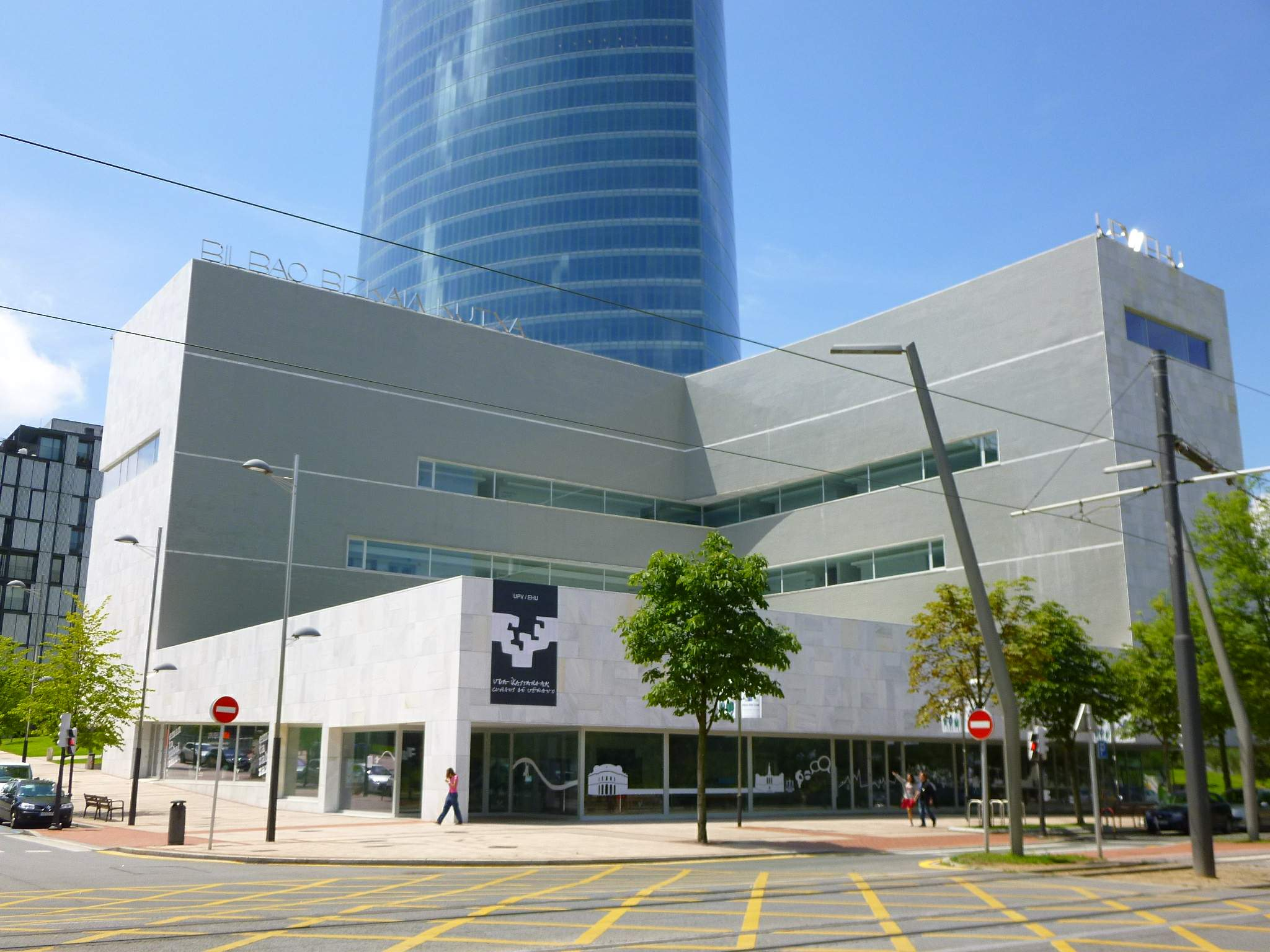
2010: Paraninfo da Universidade do País Basco, Bilbau, Espanha.

- 1952 - Portão da casa do seu tio (demolido), Matosinhos, Portugal
- 1952 - Cozinha da casa de sua avó, Matosinhos, Portugal
- 1954 a 1957 - Quatro moradias em Matosinhos, Portugal
- 1956 a 1959 - Centro Paroquial de Matosinhos, Portugal
- 1956 - Grupo de vivendas económicas e populares (projecto), Matosinhos, Portugal
- 1957 a 1959 - Casa Carneiro de Melo, Porto, Portugal
- 1958 a 1963 - Casa de Chá, Restaurante da Boa Nova, Leça da Palmeira, Portugal(Photos).
- 1958 a 1965 - Piscina no parque Quinta da Conceição, Matosinhos, Portugal(Photos).
- 1959 - Monumento aos Calafates (projecto), Porto, Portugal
- 1960 - Restaurante em Perafita (projecto), Matosinhos, Portugal
- 1960 - Túmulo da família Martins Camelo no cemitério de Sendim, Matosinhos, Portugal
- 1960 - Cantinas da Refinaria Angola, Matosinhos, Portugal
- 1960 - Remodelação da casa paterna, Matosinhos, Portugal
- 1960 - Pistas de Ténis na Senhora da Hora (projecto), Matosinhos, Portugal
- 1960 a 1963 - Cooperativa de Lordelo do Ouro, Porto, Portugal
- 1960 a 1969 - Casa Luís Rocha Ribeiro, Maia, Portugal
- 1961 - Casa do Dr. Júlio Gesta (projecto), Matosinhos, Portugal
- 1961 a 1966 - Piscinas de marés, Leça da Palmeira, Portugal[1]
- 1962 a 1965 - Casa Ferreira da Costa, Matosinhos, Portugal
- 1963 - Casa Rui Feijó (projecto), Moledo do Minho, Portugal
- 1963 - Túmulo da família Siza, Matosinhos, Portugal
- 1964 a 1970 - Casa Alves Santos, Póvoa de Varzim, Portugal
- 1964 a 1971 - Casa Alves Costa, Moledo do Minho, Portugal
- 1965 - Casa António L. Ribeiro, Vila do Conde, Portugal
- 1965 - Café Marlã (projecto), Matosinhos, Portugal
- 1965 - Complexo Sacor (estudo), Matosinhos.
- 1965 - Traçado da estrada de Leça e da zona da Boa Nova (projecto), Leça da Palmeira, Portugal
- 1966 - Casa Adelino Sousa Felgueira (projecto), Marco de Canaveses, Portugal
- 1966 - Armazém, Matosinhos.
- 1966 - Restaurante das piscinas de Marés (estudo), Leça da Palmeira, Portugal(Photos).
- 1966 a 1970 - Estação de Serviço Sacor (projecto), Matosinhos, Portugal
- 1967 - Hotel (projecto), Vale de Canas, Coimbra, Portugal
- 1967 a 1980 - Monumento ao poeta António Nobre, Leça da Palmeira, Portugal
- 1967 a 1970 - Casa Manuel Magalhães, Porto, Portugal
- 1968 - Traçado da Avenida D. Afonso Henriques (estudo), Porto, Portugal
- 1968 - Casa Carlos Vale Guimarães (estudo), Aveiro, Portugal
- 1968 a 1974 - Edifício de escritórios na Avenida D. Afonso Henriques (projecto), Porto, Portugal
- 1969 a 1974 - Filial do Banco Borges & Irmão, Vila do Conde, Portugal
- 1969 - Remodelação da fachada e do interior de café, Porto, Portugal
- 1970 - Remodelação interior do Supermercado Unicoope Domus, Porto, Portugal
- 1970 a 1972 - Parcelamento Álvaro Bonifácio (estudo), Ovar, Portugal
- 1971 a 1972 - Complexo para a Mobil Oil (estudo), Matosinhos, Portugal
- 1970 a 1972 - Complexo Vila Cova nas Caxinas, Vila do Conde, Portugal
- 1971 a 1973 - Casa Alcino Cardoso, Lugar da Gateira, Moledo do Minho, Portugal (Foto)
- 1971 a 1974 - Filial do Banco Pinto & Sotto Mayor, Oliveira de Azeméis, Portugal
- 1972 - Supermercado Unicoope Domus, Porto, Portugal
- 1972 - Casa Marques Pinto (projecto), Porto, Portugal
- 1972 - Parcelamento Bárbara de Sousa (estudo), Ovar, Portugal
- 1972 a 1974 - Filial do Banco Pinto & Sotto Mayor, Lamego, Portugal
- 1972 - Clube de Lamego, Lamego, Portugal
- 1972 a 1973 - Filial do Banco Pinto & Sotto Mayor, Peso da Régua, Portugal
- 1973 - Capela de Rio Tinto (estudo), Gondomar, Portugal
- 1973 a 1974 - Casa em Azeitão (projecto), Setúbal, Portugal
- 1973 a 1974 - Galeria de arte, Porto, Portugal
- 1973 - Grupo de vivendas do Fundo de Fomento de Habitação (estudo), Bouça, Porto, Portugal
- 1973 a 1976 - Casa Beires, Póvoa de Varzim, Portugal
- 1974 a 1979 - Casas SAAL em São Vítor, Porto, Portugal
- 1975 - Escada exterior e remodelação da casa Cálem, Foz do Douro, Porto, Portugal
- 1975 - Escola Paula Frassineti (projecto), Porto, Portugal
- 1975 - Restaurante Pico do Areeiro (projecto), Madeira, Portugal
- 1975 a 1977 - Casas sociais SAAL, Bouça II, Porto, Portugal
- 1976 - Quiosque no mercado da Ribeira (estudo), Porto, Portugal
- 1976 - Reconstrução de duas casas no bairro do Barredo (projecto), Ribeira, Porto, Portugal
- 1976 - Reestruturação da Praça da Lada e reabilitação do bairro do Barredo (estudo), Ribeira, Porto, Portugal
- 1976 - Casa de Francelos (projecto), Vila Nova de Gaia, Portugal
- 1976 a 1978 - Casa António Carlos Siza, São João de Deus, Santo Tirso, Portugal (Foto)
- 1977 a 1997 - Bairro da Malagueira, Évora, Portugal (Foto)
- 1977 - Agência Banco Borges & Irmão (projecto), Vila do Conde, Portugal
- 1978 a 1986 - Agência do Banco Borges & Irmão, Vila do Conde, Portugal Foto
- 1979 a 1986 - Apartamento J. M. Teixeira, Póvoa de Varzim, Portugal
- 1979 a 1987 - Casa Maria Margarida Aguda, Arcozelo, Vila Nova de Gaia, Portugal
- 1979 - Vivendas em Fränkelufer (projecto), Berlim, Alemanha.
- 1979 - Piscina Görlitzer Bad (projecto), Berlim, Alemanha.
- 1979 a 1981 - Vivendas da cooperativa Habiflor/Florbela Espanca (projecto), Vila Viçosa, Portugal
- 1979 a 1981 - Vivendas para a cooperativa A Reconquista (projecto), Avis, Portugal
- 1980 - Agência da Caixa Geral de Depósitos (projecto), Matosinhos, Portugal
- 1980 - Concurso de vivendas em Schlesisches Tor (projecto), Berlim, Alemanha.
- 1980 a 1984 - Vivendas Bonjour Tristesse, Schlesisches Tor, Berlim, Alemanha.(Foto)
- 1980 a 1991 - Casa J. M. Teixeira, Taipas, Guimarães, Portugal
- 1980 - Sede da Companhia Dom (projecto), Colónia, Alemanha.
- 1980 - Edifício de apartamentos, Kreuzberg, Berlim, Alemanha.
- 1980 a 1984 - Casa Avelino Duarte, Ovar, Portugal
- 1980 a 1990 - Centro recreativo Schlesisches Tor, Berlim, Alemanha.
- 1981 - Casa Fernando Machado (projecto), Porto, Portugal
- 1981 - Hotel e restaurante no Monte do Picoto (projecto), Braga, Portugal
- 1982 a 1985 - Centro cultural (projecto), Sines, Portugal
- 1982 - Centro de transportes (estudo), Guimarães, Portugal
- 1982 - Casa Aníbal Guimarães da Costa (projecto), Trofa, Portugal
- 1982 a 1988 - Edifício de escritórios e comércio, Guimarães.
- 1983 a 1993 - Casa Mário Baía (projecto), Gondomar.
- 1983 - Boutique Nina, Porto (alterado).
- 1983 a 1984 - Estudo urbanístico para a expansão de Macau. Macau, China.
- 1983 - Kulturforum (projecto), Berlim, Alemanha.
- 1983 a 1997 - Reabilitação de igreja (projecto), Salemi, Itália.
- 1983 - Monumento às vítimas da Gestapo (projecto). Berlim, Alemanha.
- 1983 a 1989 - Hotel na Malagueira (projecto), Évora, Portugal
- 1983 - Ampliaciação do Instituto Francês (projecto), Porto.
- 1983 a 1984 - Plano urbanístico, Schilderswijk-West, Haia, Países Baixos.
- 1983 a 1988 - Vivenda social De Punt en De Komma, Schilderswijk-West, Haia, Países Baixos.
- 1984 - Sistematização urbanística (projecto), Caserta, Itália.
- 1984 - Casa Erhard Josef Pascher (projecto), Sintra, Portugal
- 1984 a 1994 - Casa David Vieira de Castro, Vila Nova de Famalicão, Portugal(Foto)
- 1984 a 1994 - Casa Luís Figueiredo, Gondomar, Portugal
- 1984 a 1991 - Jardim de Infância João de Deus, Penafiel, Portugal
- 1984 a 1994 - Reabilitação da casa da Quinta da Póvoa para a Faculdade de Arquitectura, Porto, Portugal
- 1984 a 1988 - Vivendas e comércio em Schilderswijk, Haia, Países Baixos.
- 1985 a 1988 - Jardim Van der Vennepark, Schilderswijk-West, Haia, Países Baixos.
- 1985 - Reabilitação da área do Campo de Marte na Giudecca (projecto), Veneza, Itália.
- 1985 - Parcelamento da Quinta de Espertina (estudo).
- 1986 a 1996 - Pavilhão Carlos Ramos da Faculdade de Arquitectura da Universidade do Porto. (Foto)
- 1986 - Parque urbano (projecto), Salemi, Itália.
- 1986 - Estudo urbanístico geral para a Expo'92, Sevilha, Espanha.
- 1986 - Instituto Hidrográfico no Convento dos Trina (projecto), Lisboa.
- 1986 a 1987 - City Block, Monteruscielo, Nápoles, Itália.
- 1986 - Ampliação do Casino Winkler (projecto), Salzburgo, Áustria.
- 1986 a 1987 - Estudo urbanístico do bairro de Pendino, Nápoles, Itália.
- 1986 a 1994 - Escola Superior de Educação de Setúbal. (Foto)
- 1986 - Faculdade de Arquitectura da Universidade do Porto. (Foto 1 | Foto 2 | Foto3); (foto 4)(foto 5
- 1987 a 1996 - Casa César Rodrigues, Porto.
- 1987 a 1996 - Reforma da casa Miranda Santos (Ferreira da Costa), Matosinhos.
- 1988 a 1989 - Centro cultural da Defensa (projecto), Madrid, Espanha.
- 1988 - Projecto para a área da Piazza Matteotti, Siena, Itália.
- 1988 - Vivendas na Malagueira (projecto), Évora.
- 1988 a 1989 - Reservatório de água da Universidade de Aveiro.
- 1988 a 1995 - Biblioteca da Universidade de Aveiro. (Foto)
- 1988 a 1993 - Centro Galego de Arte Contemporánea, Santiago de Compostela, Espanha. (Foto)
- 1988 - Complexo desportivo (projecto), Vilanova de Arousa, Espanha.
- 1988 a 1991 - Casa Alcino Cardoso (projecto), Moledo do Minho.
- 1988 a 1989 - Galeria Carvalho Araújo, Lisboa.
- 1988 - Casa Guardiola (projecto), Sevilha, Espanha.
- 1988 - Plano de reconstrução do Chiado, Lisboa. (Foto)
- 1988 - Reconstrução do Portal de Riquer em Alcoi (projecto), Valência, Espanha.
- 1989 - Vivendas em Concepción Arenal, Cádis, Espanha.
- 1989 - Concurso para a Biblioteca Nacional de França (projecto), Paris, França.
- 1989 a 1993 - Casas sociais em Doedijnstraat, Schilderswijk, Haia, Países Baixos. (Foto)
- 1989 - Igreja e centro paroquial de São João Bosco na Malagueira (projecto), Évora.
- 1989 a 1995 - Edifício de escritórios Ferreira de Castro, Oliveira de Azeméis.
- 1989 - Estudo urbanístico e plano de viabilização para a Praça Espanha, Lisboa.
- 1989 a 1995 - Casa Ana Costa em Santo Ovídio, Lousada.
- 1990 - Casa Pereira Ganhão (projecto), Troia.
- 1990 a 1996 - Igreja de Santa Maria e centro paroquial de Marco de Canaveses. (Foto)
- 1990 a 2000 - Edifícios de vivendas e escritórios ("Torre de Siza"), Maastricht-Céramique, Holanda.
- 1990 a 1993 - Restaurante de Santo Domingo de Bonaval (projecto), Santiago de Compostela, Espanha.
- 1990 a 1992 - Centro meteorológico da Vila Olímpica e sede da delegação do MOPU, Barcelona, Espanha. (Foto)
- 1990 - Boulevard Brune - Cité de Jeunesse (projecto), Paris, França.
- 1990 a 1992 - Projecto urbanístico para a Avenida José Malhoa, Lisboa.
- 1990 a 1994 - Jardim de Santo Domingo de Bonaval, Santiago de Compostela, Espanha.
- 1990 - Reitoria e biblioteca de Direito da Universidade de Valência (projecto), Valência, Espanha.
- 1990 a 1998 - Edifício Boavista, Porto. (Foto)
- 1991 - Edifício de escritórios (projecto), Porto.
- 1991 a 1999 -  Museu de Arte Contemporânea da Fundação de Serralves, Porto. (Foto)(Photos)
- 1991 a 1994 -  Reabilitação do edifício Castro & Melo no Chiado, Lisboa.
- 1991 - Reabilitação do edifício Câmara Chaves no Chiado, Lisboa.
- 1991 - Reabilitação do edifício dos Grandes Armazéns do Chiado (projecto), Lisboa.
- 1991 a 1996 -  Reabilitação do edifício Grandela no Chiado, Lisboa.
- 1991 a 1993 -  Complexo Eurocenter Boavista, Porto.
- 1991 a 1994 -  Fábrica Vitra International, Weil am Rhein, Alemanha. (Foto)
- 1991 a 1994 -  Remodelação do restaurante Pai Ramiro (projecto), Porto.
- 1991 - Remodelação do Cinema Condes (projecto), Lisboa.
- 1991 a 1993 -  Sede da companhia de seguros Lusitânia (projecto), Lisboa.
- 1991 - Complexo Terraços de Bragança (projecto), Lisboa.
- 1991 a 1995 -  Sede da Fundação Cargaleiro (estudo), Lisboa.
- 1992 - Grupo de vivendas (projecto), Málaga, Espanha.
- 1992 a 1995 -  Sede da Associação Nacional de Jovens Empresários, Oeiras.
- 1992 - Restaurante e sala de chá na Malagueira, Évora.
- 1992 - Centro de Línguas na Malagueira (estudo), Évora.
- 1992 a 1998 -  Estação do metro Baixa/Chiado, Lisboa. (Foto)
- 1992 - Exposição Visiones para Madrid, Madrid, Espanha.
- 1992 a 1993 -  Museu de Arte Contemporânea (projecto), Helsínquia, Finlândia.
- 1993 - Reabilitação do edifício Ludovice para a Associação 25 de Abril (projecto), Lisboa.
- 1993 - Plano Urbanístico para São João, Costa da Caparica.
- 1993 - Grupo de vivendas (projecto), Setúbal.
- 1993 - Edifício de habitação e escritórios (projecto), Matosinhos.
- 1993 - Restaurante da Piscina de Marés, Leça da Palmeira.
- 1993 a 1997 - Restauração do edifício Costa Braga/Casa da Juventude e pavilhões, Matosinhos.
- 1993 a 1997 - Sala de Exposições Revigrés, Águeda,  Portugal
- 1993 a 1997 - Edifício de escritórios Álvaro Siza e outros, Porto,  Portugal (Foto)
- 1993 - Duas casas Teixeira da Cunha (estudo), Felgueiras,  Portugal
- 1993 - Estudo urbanístico para o centro da cidade de Montreuil, França.
- 1993 - Estúdios para artistas (projecto), Montreuil, França.
- 1993 - Laboratórios, sala de exposições e vivendas Dimensione Fuoco, San Donà di Piave, Itália.
- 1993 - Paul Getty Museum (projecto), Malibu, Santa Monica, Estados Unidos da América.
- 1993 a 1995 - Edifício de escritórios e restaurante em Puerta Real 1 (projecto), Granada, Espanha.
- 1993 - Faculdade de Ciências da Informação, Santiago de Compostela, Espanha.
- 1994 - Grupo de vivendas económicas e populares para a Cooperativa Casa Jovem, Guarda,  Portugal
- 1994 - Centro para a educação ambiental da Fundação de Serralves (projecto), Porto,  Portugal
- 1994 - Museo Granell (projecto), Santiago de Compostela, Espanha.
- 1994 - Parque de estacionamento de La Salle (projecto), Santiago de Compostela, Espanha.
- 1994 - Reabilitação do bar da Fundação de Serralves, Porto,  Portugal
- 1994 - Fonte para Vitra International (projecto), Weil am Rhein, Alemanha.
- 1994 - Estudo urbanístico para Rossio de São Brás, Évora,  Portugal
- 1994 - Complexo desportivo para a Universiada'97 (projecto), Palermo, Itália.
- 1994 - Reabilitação do antigo mercado 2 de Maio, Viseu,  Portugal
- 1994 - Reabilitação do elevador de Santa Justa (projecto), Lisboa,  Portugal
- 1994 - Reabilitação de um edifício para a Associação 25 de Abril, Lisboa,  Portugal
- 1994 - Grupo de vivendas na Malagueira (projecto), Évora,  Portugal
- 1994 a 1998 - Pavilhão de Portugal na Expo'98, Lisboa, Portugal (Foto)
- 1995 - Sede do Centro Ismaelita e da Fundação Aga Khan (projecto), Lisboa,  Portugal
- 1995 - Restauração e ampliação do Stedelijk Museum, Amesterdão, Holanda.
- 1995 a 1998 - Reitoria da Universidade de Alicante, Espanha. (Foto)
- 1995 - Edifício para a Administração dos Portos do Douro e Leixões, Matosinhos,  Portugal
- 1995 - Casa Van Middelem-Dupont, Oudenburg, Bélgica.
- 1995 - Casa Pinto Sousa (projecto), Oeiras,  Portugal
- 1995 - Estudo urbanístico para a Lagoinha, Belo Horizonte, Brasil.
- 1995 - Estudo urbanístico e restaurante na área do Paço dos Duques de Bragança e do Campo de São Mamede. Guimarães,  Portugal
- 1995 - Câmara Municipal, Caorle, Itália.
- 1995 - Grupo de vivendas e reabilitação de duas casas na Quinta da Palmeira, Évora,  Portugal
- 1995 - Casa Agostinho Vieira, Baião,  Portugal
- 1995 - Escolas Pré-primária e Primária de Alcoi (projecto), Alicante, Espanha.
- 1995 a 1996 - Instituto de Biofísica na ilha de Hombroich (projecto), Düsseldorf, Alemanha.
- 1995 a 1996 - Túmulo da família Fehlbaum, Weil am Rhein, Alemanha.
- 1995 - Ampliação do hotel Ritz (projecto), Lisboa, Portugal
- 1996 - Cenografia para um ballet na Fundação Gulbenkian, Lisboa.
- 1996 - Kolonihaven, composição ao ar livre, Copenhaga, Dinamarca.
- 1996 - Metro do Porto (projecto), Porto.
- 1996 - Cais de embarque, European Architects in Thessaloniki, Salónica, Grécia.
- 1996 - Revisão do plano urbanístico de Matosinhos Sul, Matosinhos, Portugal
- 1996 - Clínica da Malagueira, Évora.
- 1996 - Complexo urbanístico na Rotunda do Raimundo (projecto), Évora, Portugal
- 1997 - Cervejaria na Chiado, Lisboa,  Portugal
- 1997a 2000- Faculdade de Ciências da Informação, Santiago de Compostela, Espanha
- 1997 - Palácio dos desportos (projecto), Vigo, Espanha.
- 1997 - Parque e centro cultural de Caxinas, Vila do Conde,  Portugal
- 1997 - Biblioteca universitária (projecto), Évora,  Portugal
- 1997 - Centro Cultural Manzana dei Revellín, Ceuta, Espanha.
- 1997 - Hotel, Almeria, Espanha.
- 1997 - Ordenação urbanística da Praça Dr. Machado de Matos, Felgueiras,  Portugal
- 1997 - Reitoria e auditório de campus universitário, Valência, Espanha.
- 1997 - Fábrica e Sala de Exposições Renova, Torres Novas,  Portugal
- 1997 - Câmara Municipal do distrito sul, Rosário, Argentina.
- 1997 - Centro social na Malagueira (projecto), Évora,  Portugal
- 1998 - Edifício Leonel no Chiado, Lisboa,  Portugal
- 1998 - Reabilitação da Vila Colonnese e sete casas, Vicenza, Itália.
- 1998 - Igreja de Santa Maria do Rosario alla Magliana, Roma, Itália.
- 1998 - Complexo de vivendas e zona comercial, Porto.
- 1998 - Atelier de arquitectura, Porto,  Portugal (Foto)
- 1998 - Complexo de escritórios, zona comercial  e vivendas Zaida, Granada, Espanha.
- 1998 - Sede do Banco Nacional de Cabo Verde, Praia, Cabo Verde.
- 1998 - Centro cultural e auditório para a Fundação Iberê Camargo (projecto), Porto Alegre, Brasil.
- 1999 - Reabilitação da antiga Casa Solar Magalhães para a Fundação Rei Afonso Henriques, Amarante,  Portugal
- 1999 a 2000 - Pavilhão Português na Expo 2000 em Hanôver, Alemanha (transferido em 2003 para o Parque Verde em Coimbra).
- 2002: Southern Municipal District Center, Rosario, Argentina
- 2003 a 2005 - Centro de Estudos de Camilo, São Miguel de Seide, Vila Nova de Famalicão,  Portugal
- 2004 a 2008 - Biblioteca Municipal de Viana do Castelo, Viana do Castelo,  Portugal (Foto1, Foto2)
- 2005 - Serpentine Gallery Pavilion, nos Kensington Gardens, Londres, Reino Unido (com Eduardo Souto de Moura)Photos)[2].
- 2005 - Estação de Metropolitano de São Bento, Porto, Portugal
- 2006 - Casa Armanda Passos, Porto, Portugal
- 2007 - Casa Alemão, Sintra,  Portugal
- 2007 - Biblioteca Municipal, Viana do Castelo,  Portugal
- 2008 - Nova sede da Fundação Iberê Camargo, Porto Alegre, Brasil [3].
- 2008 - Edifício Parque Navegantes, Porto, Portugal (com António Novais Madureira)
- 2008 - Casa do Pego, Sintra, Portugal
- 2008 - Casa em Maiorca, Maiorca, Espanha
- 2008 - Complexo Desportivo, Gondomar, Portugal
- 2009 - Edifício Caves de Envelhecimentos Siza Vieira, Celeirós, Portugal[4]
- 2009 - Museu Insel Hombroich, Düsseldorf, Alemanha
- 2009 - Museu Moinho de Papel, Leiria, Portugal
- 2010 - Paraninfo da Universidade do País Basco, Bilbau. Espanha
- 2011 a 2012 - "Alvaro Siza. Viagem sem Programa" Coleção de 53 desenhos de viagem, Arte y intimidade. Museu Fondazione Querini Stampalia, Veneza, Itália[5][6]
- 2011 - Museu Mimesis, Paju Book City, Coreia do Sul
- 2012 - Piscina na Quinta de Santo Ovídio, Lousada, Portugal
- 2012 - Instalação no Giardino delle Vergini, Bienal_de_Arquitetura_de_Veneza, Veneza, Itália.
- 2012 - Amore Pacific Research & Design Center, Yongin-Si, Gyeonggi-Do, Coreia do Sul
- 2012 - Edifício de Escritórios Novartis Campus, Bilbau. Espanha
- 2012 - Fábrica Vitra, Weil am Rhein, Alemanha.
- 2012 - Requalificação das Termas de Pedras Salgadas, Chaves, Portugal
- 2012 - Requalificação do Vidago Palace Hotel, Chaves, Portugal
- 2013 - Atelier-Museu Júlio Pomar, Lisboa, Portugal
- 2014 - Shihlien Chemical Industrial Park Office, Jiangsu, China
- 2015 a 2017 - Igreja e centro paroquial de Saint-Jacques-de-la-Lande, França.
- 2015 - Terraços do Carmo, Lisboa.
- 2016 a 2017- Capela da Afurada, Vila Nova de Gaia.
- 2012 a 2016 - Fundação Nadir Afonso, posteriormente designada Museu de Arte Contemporânea Nadir Afonso, Chaves, Portugal.
- 2018 - Futura ponte pedonal a construir sobre o rio Minho, entre Vila Nova de Cerveira e Tomiño.[7]
- 2018 - Colaboração com a marca portuguesa VAVA Eyewear.[8]
- 2020 - Casa do Alcaide-Mor Suites and Villas, Estremoz
- 2020 - Solar dos Magalhães, Amarante, musealização do edifício para ser transformado em Casa da Memóris
- 2024 - Miradouro do Zebro